# نادي ثهلان
نادي ثهلان السعودي هو أحد أندية الدرجة الرابعة بمحافظة الدوادمي في قرية الشعراء . أفتتح النادي للمرة الأولى بجهد شخصي من شباب الشعراء عام 1387 هـ، وفيها استأجروا منزل بمبلغ 150 ريال يدفع سنوياً. 
وفي عام 1399 هـ سُجل النادي رسميا في الرئاسة العامة للشباب والتي تحولت لاحقًا إلى وزارة الرياضة.